# Jesús Barrero
José Jesús Barrero Andrade (Ciudad de México, 26 de julio de 1958-Ciudad de México, 16 de febrero de 2016) fue un actor de doblaje mexicano. Fue reconocido por haberle dado voz a Seiya de Pegaso del anime Los Caballeros del Zodiaco, Luke Skywalker (en el redoblaje de la trilogía original) en la saga Star Wars, por ser también la voz de Deidara en el anime Naruto: Shippuden, por ser la voz original de Rick Hunter y Scott Bernard en Robotech y de Rex en la franquicia de Toy Story (excepto Toy Story 4), además de interpretar a Frank Martin (Jason Statham) en El Transportador y El Transportador 2, entre muchos otros personajes.

## Biografía

### Carrera
Barrero inició su carrera de actuación a la temprana edad de nueve años, mientras cursaba sus estudios artísticos en la Asociación Nacional de Actores (ANDA), por medio de una de sus tías, quien ya desempeñaba una carrera en la industria de entretenimiento. Se inició con papeles secundarios para varias series de televisión. 
Realizó doblaje tanto en la Ciudad de México (donde realizó la mayoría de su carrera) como en la ciudad de Cuernavaca e incluso en Los Ángeles, Estados Unidos, logrando una carrera de más de cuarenta años.

### Fallecimiento
Falleció el 16 de febrero de 2016, a causa de un cáncer de pulmón que le había sido diagnosticado en marzo de 2015.Le sobrevive su esposa, Mónica Sierra, y su hija, también actriz, Yectli Barrero Palestino.

## Filmografía
| Proyectos        | Proyectos                                          | Proyectos                                              | Proyectos                                                                    |
| Año              | Título                                             | Rol                                                    | Notas                                                                        |
| ---------------- | -------------------------------------------------- | ------------------------------------------------------ | ---------------------------------------------------------------------------- |
| 2016             | Naruto Shippuden: Ultimate Ninja Storm 4           | Deidara                                                | Videojuego                                                                   |
| 2015             | Los Caballeros del Zodiaco: Alma de Soldados       | Seiya                                                  | Videojuego                                                                   |
| 2015             | Star Wars: Episodio VII, El despertar de la Fuerza | Luke Skywalker (Mark Hamill)                           | Película                                                                     |
| 2014             | Saint Seiya: Legend of Sanctuary                   | Seiya de Pegaso                                        | Película de anime                                                            |
| 2012             | Frankenweenie                                      | Edward Frankenstein                                    | Película animada                                                             |
| 2012             | Saint Seiya: Omega                                 | Seiya                                                  | Serie animada                                                                |
| 2011             | War Horse                                          | Capitán Nicholls (Tom Hiddleston)                      | Película                                                                     |
| 2011             | Happy Feet 2                                       | Lombardo                                               | Película animada                                                             |
| 2011             | Cars 2                                             | George Gremlin                                         | Película animada                                                             |
| 2010             | The Expendables                                    | Lee Christmas (Jason Statham)                          | Película                                                                     |
| 2010             | Toy Story 3                                        | Rex (Wallace Shawn)                                    | Película animada                                                             |
| 2010             | Shrek Forever After                                | Hombre de jengibre                                     | Película animada                                                             |
| 2010             | Alicia en el país de las maravillas                | Sota de Corazones (Crispin Glover)                     | Película                                                                     |
| 2008             | Minutemen: Viajeros en el tiempo                   | Subdirector Tolkan (J. P. Manoux)                      | Película para televisión                                                     |
| 2007             | Una Navidad con Shrek                              | Hombre de jengibre                                     | Película animada                                                             |
| 2007             | Shrek tercero                                      | Hombre de jengibre                                     | Película animada                                                             |
| 2007             | La familia del futuro                              | Frankie la Rana (Frankie the Frog)                     | Película animada                                                             |
| 2006             | Holidaze: The Christmas That Almost Didn't Happen  | Duende narrador                                        | Película animada                                                             |
| 2005             | Santa Cláusula 3                                   | Jack Frost (folclore)                                  | Película                                                                     |
| 2006             | Gintama                                            | Sakata Gintoki                                         | Serie anime                                                                  |
| 2006-2008        | Las nuevas locuras del emperador                   | Kuzco (J. P. Manoux)                                   | Serie animada                                                                |
| 2006             | Happy Feet                                         | Lombardo                                               | Película animada                                                             |
| 2006             | Cars                                               | Flik                                                   | Película animada                                                             |
| 2006             | Vida salvaje                                       | Carmine                                                | Película animada                                                             |
| 2006             | Lo que el agua se llevó                            | Secuace #6                                             | Película animada                                                             |
| 2005-2008        | Eyeshield 21                                       | Hiruma                                                 | Serie de anime                                                               |
| 2005             | Superescuela de heroes                             | Jonathan Boy / American Boy                            | Película                                                                     |
| 2005             | Las locuras de Kronk                               | Kuzco                                                  | Película animada                                                             |
| 2005             | Yu-Gi-Oh! GX                                       | Zane Truesdale                                         | Serie de anime                                                               |
| 2004             | Mulan 2                                            | Chien-Po                                               | Película animada                                                             |
| 2004             | El rey león 3: Hakuna Matata                       | Banzai                                                 | Película animada                                                             |
| 2004             | Shrek 2                                            | Hombre de jengibre                                     | Película animada                                                             |
| 2004             | Vacas vaqueras                                     | Buck                                                   | Película animada                                                             |
| 2003             | Más Rápido Más Furioso                             | Brian O'Conner (Paul Walker)                           | Película                                                                     |
| 2002             | El planeta del tesoro                              | BEN                                                    | Película animada                                                             |
| 2002-2003        | Digimon Frontier                                   | Kouji Minamoto                                         | Serie de anime                                                               |
| 2002             | El Club de los Villanos                            | Banzai                                                 | Película animada                                                             |
| 2001             | Monsters, Inc.                                     | Rex                                                    | Película animada                                                             |
| 2001             | Osmosis Jones                                      | Osmosis Jones (Chris Rock)                             | Película animada con escenas de imagen real                                  |
| 2001-2002        | Digimon Tamers                                     | Impmon/Beelzemon                                       | Serie de anime                                                               |
| 2001             | La Navidad mágica de Mickey                        | Kuzco                                                  | Película animada                                                             |
| 2001-2003        | El show del ratón                                  | Kuzco and Banzai                                       | Serie de anime                                                               |
| 2001             | Fast and Furious                                   | Brian O'Conner (Paul Walker)                           | Película                                                                     |
| 2001             | Shrek                                              | Hombre de jengibre                                     | Película animada                                                             |
| 2001             | Harry Potter y la piedra filosofal                 | Quirinus Quirrell (Ian Hart)                           | Película                                                                     |
| 2000             | Las locuras del emperador                          | Kuzco                                                  | Película animada                                                             |
| 2000             | Digimon Tamers                                     | Impmon/Beelzemon                                       | Película de anime Digimon Tamers: Runaway Digimon Express (archivo de audio) |
| 2000             | Big Brother Trouble                                | Sean Dobson (Shad Hart)                                | Película                                                                     |
| 2000             | Goofy 2: Extremadamente Goofy                      | Bradley Cremanata III                                  | Película animada                                                             |
| 1999-2002        | El nuevo show del Pájaro Loco                      | Tweakey Da Lackey (Mark Hamill) (2.ª-4.ª temp.)        | Serie animada                                                                |
| 1999             | Toy Story 2                                        | Rex / pasajera #1 (Rodger Bumpass) / Flik (Dave Foley) | Película animada                                                             |
| 1999             | The Green Mile                                     | Dean Stanton                                           | Película                                                                     |
| 1998             | Bichos: Una aventura en miniatura                  | Flik                                                   | Película animada                                                             |
| 1998             | Mulan                                              | Chien-Po                                               | Película animada                                                             |
| 1998             | Quest for Camelot                                  | Garret                                                 | Película animada                                                             |
| 1996             | Jigoku Sensei Nube                                 | Meisuke Nueno (maestro Nube)                           | Serie de anime                                                               |
| 1996             | Sleepers                                           | Lorenzo Shakes (Jason Patric)                          | Película                                                                     |
| 1996-1998        | Sailor Moon                                        | Kelvin Taylor / Andrew                                 | Serie de anime                                                               |
| 1995             | Toy Story                                          | Rex                                                    | Película animada                                                             |
| 1995             | Akira                                              | Eiichi Watanabe                                        | Película de anime                                                            |
| 1995-1999        | Timón y Pumba                                      | Banzi                                                  | Serie animada                                                                |
| 1994             | Street Fighter II: La película                     | Ryu Hoshi                                              | Película                                                                     |
| 1994             | El rey león                                        | Banzai                                                 | Película animada                                                             |
| 1994             | El nuevo Karate Kid                                | Eric McGowen (Chris Conrad)                            | Película                                                                     |
| 1994             | Lily C.A.T.                                        | Hiro Takagi                                            | Serie de anime                                                               |
| 1993-1996        | Los motorratones de Marte                          | Vincent/Vinnie                                         | Serie de televisión                                                          |
| 1993-1995        | Power Rangers                                      | Jason Lee Scott / Ranger Rojo                          | Serie de televisión                                                          |
| 1993             | Once Upon a Forest                                 | Waggs                                                  | Película animada                                                             |
| 1992             | FernGully: Las Aventuras de Zak y Crysta           | Pips                                                   | Película animada                                                             |
| 1992             | El ejército de las tinieblas                       | Ash (Bruce Campbell)                                   | Película                                                                     |
| 1991             | Rock-a-Doodle                                      | Stuey                                                  | Película                                                                     |
| 1991-1992        | Yo Yogui!                                          | Huckleberry Hound                                      | Serie animada                                                                |
| 1990             | El señor de las moscas                             | Ralph (Balthazar Getty)                                | Película                                                                     |
| 1990             | Pretty Woman                                       | David Morse (Alex Hyde-White)                          | Película                                                                     |
| 1989             | Socios y sabuesos                                  | Detective Scott Turner (Tom Hanks)                     | Película                                                                     |
| 1989             | Cazafantasmas 2                                    | Louis Tully (Rick Moranis)                             | Película                                                                     |
| 1988             | 2001: Odisea del espacio                           | Dr. David Bowman (Keir Dullea)                         | Película (doblaje original)                                                  |
| 1988             | El cohete de Gibraltar                             | Kane Rockwell (Danny Corkill)                          | Película                                                                     |
| 1987             | Los cuentos de los hermanos Grimm                  | El Gato con Botas                                      | Serie de anime                                                               |
| 1986 (1995-2006) | Los Caballeros del Zodíaco                         | Seiya                                                  | Serie de anime (edición en DVD de Tower Records)                             |
| 1986             | Hogar, dulce hogar                                 | Walter Fielding Jr. (Tom Hanks)                        | Película                                                                     |
| 1986             | The Great Mouse Detective                          | Guardia                                                | Película animada                                                             |
| 1985             | Cuenta conmigo                                     | Chris Chambers (River Phoenix)                         | Película                                                                     |
| 1985             | El club de los cinco                               | John Bender (Judd Nelson)                              | Película                                                                     |
| 1985             | Robotech                                           | Rick Hunter                                            | Serie de anime (primer doblaje)                                              |
| 1985             | Robotech                                           | Lynn Kyle                                              | Película                                                                     |
| 1985             | Robotech: La nueva generación                      | Scott Bernard                                          | Serie de anime                                                               |
| 1985             | Legend                                             | Ogro (Robert Picardo)                                  | Película                                                                     |
| 1984             | Macross                                            | Rick Yamada                                            | Serie de televisión (primer episodio)                                        |
| 1984             | La historia interminable                           | Atreyu (Noah Hathaway)                                 | Película                                                                     |
| 1984             | Terminator                                         | Matt Buchanan                                          | Película                                                                     |
| 1984             | Splash                                             | Jerry                                                  | Película                                                                     |
| 1984-presente    | Thomas y sus amigos                                | Harold The Helicopter                                  | Serie de televisión                                                          |
| 1984             | Los cazafantasmas                                  | Louis Tully (Rick Moranis)                             | Película                                                                     |
| 1984             | Pesadilla en Elm Street                            | Glenn Iantz (Johnny Deep)                              | Película                                                                     |
| 1983             | El regreso del Jedi                                | Luke Skywalker                                         | Película (redoblaje de 1997)                                                 |
| 1982             | Mazinger Z                                         | Kouji Kabuto                                           | Serie de anime                                                               |
| 1981             | Viernes 13 parte 2                                 | Jeffrey (Bill Randolph)                                | Película                                                                     |
| 1981             | La profecía 3 : El conflicto final                 | Hermano Simeónin                                       | Película                                                                     |
| 1980             | Star Wars: Episodio V, El Imperio contraataca      | Luke Skywalker                                         | Película (redoblaje de 1997)                                                 |
| 1980             | Viernes 13                                         | Bill (Harry Crosby)                                    | Película                                                                     |
| 1979             | La rosa                                            | Huston Dyer (Frederic Forrest)                         | Película                                                                     |
| 1979             | Alien: el octavo pasajero                          | Kane (John Hurt)                                       | Película                                                                     |
| 1979             | Capitán Futuro                                     | Grag                                                   | Serie de anime                                                               |
| 1978             | MASH                                               | Duke Forrest                                           | Película                                                                     |
| 1977             | La guerra de las galaxias                          | Luke Skywalker                                         | Película (redoblaje de 1997)                                                 |
| 1976             | Carrie                                             | Billy Nolan (John Travolta)                            | Película                                                                     |